# Suctobelbella alpina
Suctobelbella alpina är en kvalsterart som beskrevs av Chinone 2003. Suctobelbella alpina ingår i släktet Suctobelbella och familjen Suctobelbidae. Inga underarter finns listade i Catalogue of Life.